# The New Scooby-Doo Movies
The New Scooby-Doo Movies (soms ook wel The New Scooby-Doo Comedy Movies genoemd) is een Amerikaanse animatieserie en de tweede incarnatie van de Hanna-Barbera-serie Scooby-Doo. De serie ging in première op 9 september 1972 en liep gedurende twee seizoenen op CBS. Het is de enige Scooby-Doo-serie met afleveringen met een speelduur van 60 minuten per stuk.

## Overzicht
In elk van de afleveringen komt een speciale gast voor die Mystery Inc. helpt het mysterie van de week op te lossen. Sommige van deze gasten zijn echt bestaande beroemdheden die zelf de stemmen van hun geanimeerde versies deden (Don Knotts, Jonathan Winters, Sandy Duncan, Tim Conway, en Sonny & Cher), maar ook fictieve personages uit andere (animatie)series hebben gastoptredens in de serie. Soms was een beroemdheid al overleden, en werd zijn stem door een andere acteur gedaan (The Three Stooges en Laurel en Hardy).
Nadat de serie werd stopgezet werden nog wel oude afleveringen van zowel deze serie als Scooby-Doo, Where Are You! uitgezonden op CBS. Pas toen de serie overging naar ABC in september 1976 werden er weer nieuwe afleveringen gemaakt in de vorm van The Scooby-Doo/Dynomutt Hour. In de jaren 80 werden de afleveringen van “New Movies” gehalveerd en als tweedelige afleveringen uitgezonden.

## Afleveringen

### Seizoen 1 (1972)
| Afl. | Titel                                                                 | Gastrol(len)                                   | Uitzenddatum VS   |
| ---- | --------------------------------------------------------------------- | ---------------------------------------------- | ----------------- |
| 1    | "Ghastly Ghost Town"                                                  | The Three Stooges                              | 9 september 1972  |
| 2    | "The Dynamic Scooby-Doo Affair" (aka "The Crooked Counterfitters")    | Batman en Robin                                | 16 september 1972 |
| 3    | "Scooby-Doo Meets the Addams Family" (alias "Wednesday is Missing")   | The Addams Family                              | 23 september 1972 |
| 4    | "The Frickert Fracas"                                                 | Jonathan Winters                               | 30 september 1972 |
| 5    | "Guess Who's Knott Coming to Dinner?"                                 | Don Knotts                                     | 7 oktober 1972    |
| 6    | "A Good Medium is Rare"                                               | Phyllis Diller                                 | 14 oktober 1972   |
| 7    | "Sandy Duncan's Jekyll and Hyde"                                      | Sandy Duncan                                   | 21 oktober 1972   |
| 8    | "The Secret of Shark Island"                                          | Sonny & Cher                                   | 28 oktober 1972   |
| 9    | "The Spooky Fog"                                                      | Don Knotts (2e optreden)                       | 4 november 1972   |
| 10   | "Scooby Doo Meets Laurel and Hardy" (alias "The Ghost of Bigfoot")    | Laurel en Hardy                                | 11 november 1972  |
| 11   | "The Ghost of the Red Baron"                                          | The Three Stooges (2e optreden)                | 18 november 1972  |
| 12   | "The Ghostly Creep from the Deep"                                     | de cast van Harlem Globetrotters               | 25 november 1972  |
| 13   | "The Haunted Horseman of Hagglethorn Hall"                            | Davy Jones                                     | 2 december 1972   |
| 14   | "The Phantom of the Country Music Hall"                               | Jerry Reed                                     | 9 december 1972   |
| 15   | "The Caped Crusader Caper" (alias "The Sying Fluit-- er Flying Suit") | Batman en Robin (2e optreden)                  | 16 december 1972  |
| 16   | "The Lochness Mess"                                                   | de cast van Harlem Globetrotters (2e optreden) | 30 december 1972  |

### Seizoen 2 (1973)
| Afl. | Titel                                                            | Gastrol(len)                                   | Uitzenddatum VS   |
| ---- | ---------------------------------------------------------------- | ---------------------------------------------- | ----------------- |
| 17   | "The Mystery of Haunted Island"                                  | de cast van Harlem Globetrotters (3e optreden) | 8 september 1973  |
| 18   | "Scooby-Doo Meets Jeannie" (alias "Mystery in Persia")           | de cast van Jeannie                            | 15 september 1973 |
| 19   | "The Haunted Showboat"                                           | de cast van Josie and the Pussycats            | 22 september 1973 |
| 20   | "The Weird Winds of Winona"                                      | de cast van Speed Buggy                        | 29 september 1973 |
| 21   | "The Spirited Spooked Sports Show"                               | Tim Conway                                     | 6 oktober 1973    |
| 22   | "The Exterminator"                                               | Don Adams                                      | 13 oktober 1973   |
| 23   | "The Haunted Candy Factory"                                      | Cass Elliot                                    | 20 oktober 1973   |
| 24   | "Scooby-Doo Meets Dick Van Dyke" (aliasa "The Haunted Carnival") | Dick Van Dyke                                  | 27 oktober 1973   |

## Rolverdeling
- Don Messick – Scooby-Doo
- Casey Kasem – Shaggy Rogers
- Frank Welker – Fred
- Nicole Jaffe – Velma
- Heather North – Daphne

## Dvd-uitgaven
Bij pogingen om The New Scooby-Doo Movies uit te brengen op dvd in 1985 kon Warner Home Video niet tot een overeenstemming komen over de gastoptredens van verschillende beroemdheden. De rechten op The Addams Family, Batman & Robin, The Globetrotters, The Three Stooges, en Laurel & Hardy waren in handen van andere bedrijven. Daarom zijn maar 15 afleveringen uitgebracht onder de naam The Best of the New Scooby-Doo Movies.

## Trivia
- Van zowel The Addams Family als Batman & Robin werden animatieseries gemaakt na hun optreden in The New Scooby-Doo Movies. Dit werden respectievelijk The Addams Family en Superfriends.
- Voor Scooby-Doo Meets The Addams Family werden de stemmen van de Addams Family-personages ingesproken door de acteurs die deze personages speelden in de originele televisieserie uit 1964.
- De stemmen van Batman en Robin werden gedaan door Olan Soule en Casey Kasem, de acteurs uit The Adventures of Batman & Robin.